# Annie Jarraud-Vergnolle
Pour les articles homonymes, voir Jarraud, Vergnolle et Mordrelle.
Annie Jarraud-Vergnolle, qui s'appelait précédemment Annie Jarraud-Mordrelle, est une personnalité politique française, membre du Parti socialiste, née le 7 février 1948. 

## Biographie
Elle est devenue sénatrice des Pyrénées-Atlantiques le 17 mai 2006, à la suite du décès d'André Labarrère. Son mandat se termine le 30 septembre 2011.

## Autre mandat
- Deuxième adjointe au maire d'Anglet